# Натали Тану
Натали Тану (грч. Νάταλι Θάνου, енгл. Natali Thanou; Београд, 6. јануар 1983) грчко-српска је манекенка и певачица.

## Детињство и младост
Рођена је 6. јануара 1983. године као Наталија Шошо у Београду, у породици професора историје у школи „25. мај” (данас ОШ „Душко Радовић”), Мирослава и економисте Народне банке, Љиљане. Има старију сестру, Јелисавету.
Интересовање за спорт, плес и музику показује већ у раном детињству. Паралелно са основним и средњим школовањем активно се бави музиком (хорским и соло певањем) и са хором наступа на такмичењима. Завршила је 11. гимназију (данас Спортска гимназија) у Београду. Са 16 година почела је да се бави манекенством, а 1998. као финалисткиња учествује у конкурсу за Базарово лице године. У то време прихвата неколико ангажмана за моделинг у музичким спотовима тада познатих извођача, и постаје члан музичке и плесне групе са којом наступа у земљи и региону. У Атини живи и ради од 2005. године.

## Каријера
Године 2006. формира бенд и плесну групу Dream Life са којом наступа по читавој Грчкој.
У јуну 2007. године, на избору за мис у организацији грчког издања магазина Playboy осваја титулу Playmate године. Након освајања ове титуле, расте јој популарност и започиње њена јавна каријера, модни ангажмани и учешће на модним ревијама, као и сликање за бројне насловне стране: Nitro, Maxim Serbia, Maxim Greece, Max, OK! Hello, и други.
Свој први соло албум објавила је 2008. године, са кога се као посебно успешна издвојила нумера Why Not. У том периоду снимила је и дуетску песму са српским музичарем и водитељем Огњеном Амиџићем у српској и грчкој верзији: Киша је падала и Νύχτα Καλοκαιρινή (прев. Летња ноћ). За ову песму и наступ на фестивалу Сунчане скале у Црној Гори 2010. године добили су награду за дует године. У оквиру турнеје по Грчкој, Наталија Тану је током 2009. године имала преко 40 наступа.
Године 2011. појављује се на атинској позоришној сцени V-stage, заједно са познатом грчком глумицом, Ваном Барбом, у мјузиклу Crash.
Године 2012. сингл-издање Party in Mykonos у сарадњи са музичарем Риком Бернасконијем и дискографском кућом Planetworks постаје велики хит и доспева на прво место топ листе грчког MTV-а. Спот је снимљен на Миконосу на плажи Супер парадис, са више од 3000 учесника.
Године 2014. покренула је свој модни бренд купаћих костима Deep Sea Swimwear.
Током досадашње каријере, сарађивала је са бројним грчким уметницима на музичким сценским наступима, међу којима су и Никос Икономопулос и Лефтерис Пантазис.
Њена дискографска кућа Polymusic Records 2019. године послала је песму All Again Грчкој радио-телевизији за такмичење за представника Грчке на Песми Евровизије те године; песма није изабрана.
У интервјуу из 2019. године за The 2night Show гостујући код Григориса Арнаутоглуа, Натали Тану се емотивно осврнула на традиционално грчко-српско пријатељство, као и на бомбардовање Србије 1999. године и своје сећање на то искуство, што је наишло на велики одјек у грчким медијима.
Од 2018. године Натали Тану активно сарађује са бројним модним и козметичким брендовима, као тзв. бренд-амбасадор.

## Дискографија албума и синглова
- Why Not — објављен 2008. године, издавачка кућа Импакт
- Summer Night — објављен 2010. године
- Киша је падала, ft Огњен Амиџић — објављен 2010. године, издавачка кућа Сити рекордс
- I touch myself — објављен 2012. године, издавачка кућа Планетворкс
- Party in Mykonos, ft Рико Бернаскони — објављен 2012. године, издавачка кућа Планетворкс
- All again — објављен 2019. године, издавачка кућа Полимјузик

## Лични живот
Удата је за предузетника Димитриса Кареласа (2012), са којим има једно дете.